# Тихонов Андрій Валерійович
Андрі́й Вале́рійович Ти́хонов (рос. Андрей Валерьевич Тихонов, нар. 16 жовтня 1970, Калінінград, Московська область, РРФСР, СРСР) — російський футболіст, що грав на позиціях півзахисника та нападника. По завершенні ігрової кар'єри — футбольний тренер.
Виступав, зокрема, за клуб «Спартак» (Москва), а також національну збірну Росії.
Восьмиразовий Чемпіон Росії, дворазовий володар Кубка Росії.

## Клубна кар'єра
Народився 16 жовтня 1970 року в місті Калінінград (нині Корольов) Московської області. З 10 років займався футболом в місцевих футбольних школах «Вимпел» та «Трудові резерви». Після строкової служби у збройних силах повернувся до рідного міста, де наприкінці 1990 року продовжив грати у футбол за «Вимпел». 1992 року став гравцем команди «Титан» з Реутова.
Влітку 1992 року під час гри «Титана» з дублерами московського «Спартака» привернув увагу присутнього на матчі тренера головної команди «Спартака» Олега Романцева і за деякий час був запрошений на оглядини до московського клубу. Приєднавшись до «Спартака», виступав за команду дублерів, де швидко став лідером атак команди, почав все частіше залучатися до ігор головної команди. 
З 1994 року — стабільний гравець основного складу «Спартака». Відіграв за команду дев'ять сезонів, у восьми з яких допомагав команді здобувати перемогу в національній першості Росії. Був однією з ключових фігур в атаці московських «спартаківців» того періоду, відзначаючись забитим голом в середньому щонайменше у кожній третій грі чемпіонату. Грав спочатку на позиції нападника, згодом був переведений на лівий фланг півзахисту. 1996 року був визнаний футболістом року в Росії. 2000 року після ігрового спаду та ймовірного конфлікту з головним тренером залишив «Спартак».
2000 року перебрався до Ізраїлю, де не зміг стати основним гравцем місцевого «Маккабі» (Тель-Авів). За рік повернувся до Росії, ставши гравцем клубу «Крила Рад» (Самара). Протягом 2005–2007 років грав за підмосковні «Хімки», після чого ще на сезон повертався до самарських «Крил Рад». 
2009 року виступав в Казахстані за клуб «Локомотив» (Астана), після чого повернувся до Росії, де 2010 року де-фвкто завершив професійну кар'єру виступами за «Хімки».
2011 року був заявлений за московський «Спартак», до якого був запрошений головним тренером Валерієм Карпіним на позицію граючого тренера. 18 вересня 2011 року 40-річний гравець відіграв перший тайм гри чемпіонату Росії проти одного зі своїх колишніх клубів, самарських «Крил Рад», яка стала його прощальним матчем.

## Виступи за збірну
1996 року дебютував в офіційних матчах у складі національної збірної Росії. Протягом кар'єри у національній команді, яка тривала 5 років, провів у формі головної команди країни 29 матчів, забивши 1 гол.

## Кар'єра тренера
Розпочав тренерську кар'єру відразу ж по завершенні кар'єри гравця, 2011 року, увійшовши до тренерського штабу клубу «Спартак» (Москва) як тренер.
Після «Спартака» Тихонов працював у ряді російських команд на посаді головного тренера. Серед яких «Єнісей» з Красноярська та самарські «Крила Рад».
У 2020 році Андрій Валерійович прийняв запрошення з Казахстану від столичного клубу «Астана».

## Статистика виступів

### Статистика виступів за збірну
| Дата       | Місто            | Господарі  | Результат | Гості      | Турнір            | Голи | Примітки |
| ---------- | ---------------- | ---------- | --------- | ---------- | ----------------- | ---- | -------- |
| 7-2-1996   | Аттард           | Мальта     | 0 – 2     | Росія      | Турнір Rothmans   | -    | 46'      |
| 11-2-1996  | Аттард           | Росія      | 3 – 1     | Словенія   | Турнір Rothmans   | -    | 78'      |
| 28-8-1996  | Москва           | Росія      | 2 – 2     | Бразилія   | товариський матч  | -    | 63'      |
| 1-9-1996   | Москва           | Росія      | 4 – 0     | Кіпр       | Відбір до ЧС 1998 | -    | 54'      |
| 9-10-1996  | Рамат-Ган        | Ізраїль    | 1 – 1     | Росія      | Відбір до ЧС 1998 | -    | 46'      |
| 10-11-1996 | Люксембург       | Люксембург | 0 – 4     | Росія      | Відбір до ЧС 1998 | 1    |          |
| 7-2-1997   | Гонконг          | Росія      | 1 – 1     | Югославія  | Кубок Carlsberg   | -    |          |
| 8-6-1997   | Москва           | Росія      | 2 – 0     | Ізраїль    | Відбір до ЧС 1998 | -    | 61'      |
| 20-8-1997  | Санкт-Петербург  | Росія      | 0 – 1     | Югославія  | товариський матч  | -    | 46'      |
| 11-10-1997 | Москва           | Росія      | 4 – 2     | Болгарія   | Відбір до ЧС 1998 | -    |          |
| 29-10-1997 | Москва           | Росія      | 1 – 1     | Італія     | Відбір до ЧС 1998 | -    | 78'      |
| 20-8-1997  | Москва           | Росія      | 1 – 0     | Туреччина  | товариський матч  | -    | 46'      |
| 27-5-1998  | Хожув            | Польща     | 3 – 1     | Росія      | товариський матч  | -    |          |
| 30-5-1998  | Тбілісі          | Грузія     | 1 – 1     | Росія      | товариський матч  | -    | 79'      |
| 10-10-1998 | Москва           | Росія      | 2 – 3     | Болгарія   | Відбір до ЧЄ 2000 | -    |          |
| 14-10-1998 | Рейк'явік        | Ісландія   | 1 – 0     | Росія      | Відбір до ЧЄ 2000 | -    | 13'      |
| 27-3-1999  | Єреван           | Вірменія   | 0 – 3     | Росія      | Відбір до ЧЄ 2000 | -    | 65'      |
| 31-3-1999  | Москва           | Росія      | 6 – 1     | Андорра    | Відбір до ЧЄ 2000 | -    | 46'      |
| 19-5-1999  | Тула             | Росія      | 1 – 1     | Білорусь   | товариський матч  | -    |          |
| 5-6-1999   | Сен-Дені         | Франція    | 2 – 3     | Росія      | Відбір до ЧЄ 2000 | -    | 72'      |
| 9-6-1998   | Москва           | Росія      | 1 – 0     | Ісландія   | Відбір до ЧЄ 2000 | -    |          |
| 18-8-1999  | Москва           | Білорусь   | 0 – 2     | Росія      | товариський матч  | -    | 69' 82'  |
| 4-9-1999   | Москва           | Росія      | 2 – 0     | Вірменія   | Відбір до ЧЄ 2000 | -    | 73'      |
| 8-9-1999   | Андорра-ла-Велья | Андорра    | 1 – 2     | Росія      | Відбір до ЧЄ 2000 | -    |          |
| 9-10-1999  | Москва           | Росія      | 1 – 1     | Україна    | Відбір до ЧЄ 2000 | -    | 61'      |
| 23-2-2000  | Хайфа            | Ізраїль    | 4 – 1     | Росія      | товариський матч  | -    | 46'      |
| 26-4-2000  | Москва           | Росія      | 2 – 0     | США        | товариський матч  | -    | 46'      |
| 31-5-2000  | Москва           | Росія      | 1 – 1     | Словаччина | товариський матч  | -    | 72'      |
| 4-6-2000   | Кишинів          | Молдова    | 0 – 1     | Росія      | товариський матч  | -    | 76'      |
| Усього     |                  | Матчів     | 29        |            | Голів             | 1    |          |

## Титули і досягнення

### Командні
- Чемпіон Росії (8):

«Спартак» (Москва): 1992, 1993, 1994, 1996, 1997, 1998, 1999, 2000
- Володар Кубка Росії (2):

«Спартак» (Москва):  1993–94, 1997–98

### Особисті
- Футболіст року в Росії:

1996

### Тренера
Єнісей
- Бронзовий призер ФНЛ: 2016/2017

Крилья Совєтов
- Срібний призер ФНЛ: 2017/2018

Астана
- Бронзовий призер Чемпіонату Казахстану: 2020